# Höfner

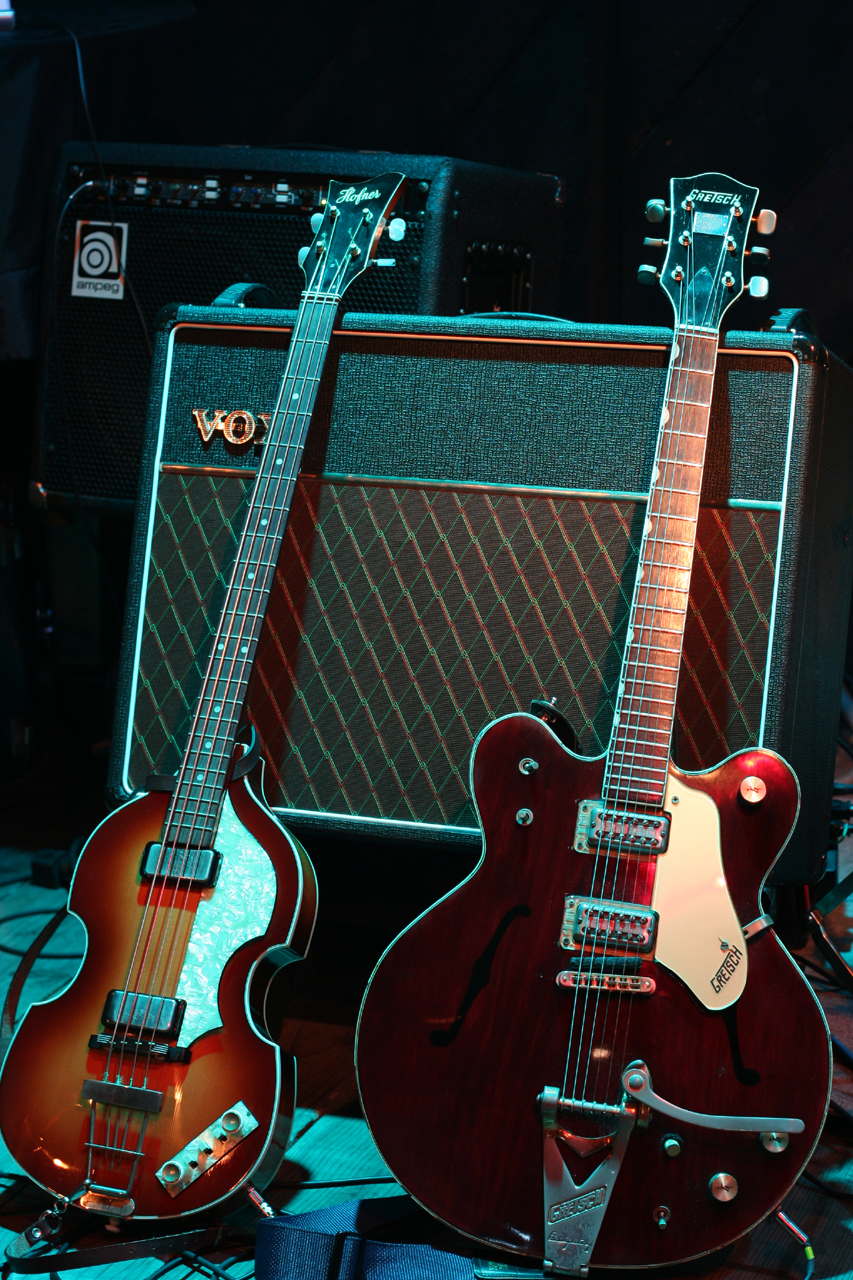
Basso Höfner 500/1 e chitarra Gretsch come quelli utilizzati rispettivamente da McCartney e Harrison; l'amplificatore VoxAC30 è il modello usato dai Beatles nei primi anni '60

Karl Höfner GmbH & Co.  è una ditta tedesca che produce strumenti a corda (archi, chitarre e bassi).
La Höfner venne fondata nel 1887 nell'Impero austro-ungarico, a Schönbach (oggi Luby, in Repubblica Ceca), dal liutaio Karl Höfner, e presto divenne una della case di produzione di strumenti a corda più importanti nel paese.
La ditta soffrì molto durante la seconda guerra mondiale, ma nel 1950 aprì nuove fabbriche a Bubenreuth, sempre in Germania.
Divenne celebre principalmente grazie a Paul McCartney, che utilizzò il basso modello Höfner 500/1, quello con la cassa a forma di violino. Tuttora questo modello viene chiamato "Beatle Bass" (Basso dei Beatles) o "Cavern Bass", che indica in particolare il modello che fu utilizzato da Paul McCartney durante il periodo in cui suonò nel locale di Liverpool chiamato Cavern Club.
Sul fronte delle chitarre, invece, diversi sono i modelli proposti. In particolare, nel Regno Unito ebbero ampia diffusione negli anni '50 e '60 le linee di chitarra appositamente create per l'importatore Selmer di Londra, che ricalcavano quelle commercializzate per l'intero mercato europeo ed extra-europeo, ma con caratteristiche e denominazioni proprie: arch top quali Committee, Golden Hofner, President, Senator, Congress; semihollow, come le varie Club 40, 50 e 60; solid, come la Colorama e la Galaxie. Questi modelli, che hanno caratterizzato il periodo del primo beat, hanno avuto endorser di tutto rispetto: Bert Weedon, Hank Marvin, John Lennon, George Harrison, David Gilmour, Ritchie Blackmore, ecc. Hanno contribuito, inoltre, a definire il suono del rock britannico.
Höfner è stato anche il primo strumento del celebre chitarrista degli AC/DC, Angus Young, regalatogli dal fratello maggiore Malcolm.